# 地獄新娘 (1965年電影)
《地獄新娘》是一部1965年的台語電影，導演辛奇、編劇張淵福、音樂楊三郎，演員有金玫、柯俊雄、柳青、歐威、金塗、楊月帆、周遊、王滿嬌、戴佩珊、小惠。永達影業公司出品。故事脫胎自Victoria Holt原著《米蘭夫人》（Mistress of Mellyn，1960）。

## 劇情簡介
瑞美為了調查姐姐瑞雲離奇死亡的原因，來到了從未謀面的姐夫家應徵家庭教師。她與姐夫家人關係日漸親密，相處和樂，直到姐夫向她求婚，並於結婚前一日消失不見。

## 外部連結
- 開眼電影網上《地獄新娘》的資料（繁體中文）
- 香港影庫上《地獄新娘》的資料（繁體中文）
- 豆瓣电影上《地獄新娘》的資料 （简体中文）
- 互联网电影数据库（IMDb）上《地獄新娘》的资料（英文）